# Брајан Малруни
Мартин Брајан Малруни (енгл. Martin Brian Mulroney; Бе Комо, 20. март 1939 — Палм Бич, 29. фебруар 2024) био је канадски политичар и бивши премијер Канаде.
Био је ожењен Српкињом, Милом (рођ. Пивнички).